# 볼칸 데미렐
볼칸 데미렐(튀르키예어: Volkan Demirel, 1981년 10월 27일 ~ )는 튀르키예의 전 축구 선수로서, 포지션은 골키퍼이다.

## 축구인 경력

### 선수 경력
18세의 나이로 카르탈스포르에 입단하였고 이듬 해 주전 골키퍼로 도약하였다. 2002년 페네르바흐체로 이적하였고 팀에서 3순위 골키퍼로 자리잡았다. 2003-04 시즌 주전 골키퍼였던 뤼슈튀 레치베르가 FC 바르셀로나로 이적한 이후 18경기에 출전하며 주전 경쟁에서 우위를 점하기 시작하였다. 하지만 레치베르가 페네르바흐체로 복귀한 이후엔 다시 주전 경쟁에서 밀려 주로 교체 명단에 이름을 올렸으나, 2007년 레치베르가 베식타시 JK로 이적한 이후 다시 주전 골키퍼 자리를 점하여 2007-08 UEFA 챔피언스리그에서 팀이 역사상 처음으로 챔피언스리그 8강에 오르는데 핵심적인 역할을 하였다.

### 국가대표 경력
2004년 터키 국가대표팀에 발탁되었다. 유로 2008에서 터키가 역사상 처음으로 UEFA 유럽 축구 선수권 대회 4강에 오르는데 기여하였다.

## 사생활
2010년 9월 21일 제이네프 세베르와 결혼했으며 슬하에 딸이 두 명 있다.